# Condado de Aguilar
El condado de Aguilar es un título nobiliario español creado por el rey Alfonso XIII de España en favor de Alfonso de Aguilar y Pereira, ministro plenipotenciario, mediante real decreto del 20 de octubre de 1913 y real despacho expedido el 15 de noviembre del mismo año.

## Denominación
Su nombre hace referencia al primer apellido del primer titular.

## Condes de Aguilar
|                           | Titular                          | Periodo                   |
| Creación por Alfonso XIII | Creación por Alfonso XIII        | Creación por Alfonso XIII |
| ------------------------- | -------------------------------- | ------------------------- |
| I                         | Alfonso de Aguilar y Pereira     | 1913-1928                 |
| II                        | Alberto de Aguilar y Gómez-Acebo | 1929-1953                 |
| III                       | Carlos de Aguilar y Aramayo      | 1954-2007                 |
| IV                        | María Teresa de Aguilar y Lafont | 2008-actual titular       |

## Historia de los condes de Aguilar
- Alfonso de Aguilar y Pereira (1858-Madrid, 21 de diciembre de 1928), I conde de Aguilar, ministro plenipotenciario, secretario particular la reina madre María Cristina, gentilhombre de cámara del rey con ejercicio, gran cruz de la Orden de Isabel la Católica.[1]

Casó con Manuela Gómez-Acebo y Cortina, hermana del III marqués de Cortina. El 2 de marzo de 1929 le sucedió su hijo:
- Alberto de Aguilar y Gómez-Acebo (1885-Madrid, 14 de julio de 1953), II conde de Aguilar.[1]

Casó con Emilia Aramayo y Zeballos, hija de Félix Avelino Aramayo Vega (II distrito de París, 23 de junio de 1846, baut. Saint Roch, París, 7 de julio-Arcangues, 5 de mayo de 1929), industrial minero en Bolivia, diputado y ministro en Londres, y de su esposa Elena Zeballos (Perú-Arcangues, 15 de febrero de 1940, sep. Arcangues). El 29 de octubre de 1954 le sucedió su hijo:
- Carlos de Aguilar y Aramayo (m. Sevilla, 17 de abril de 2007), III conde de Aguilar, caballero de la Orden del Santo Sepulcro.[1]

Casó con María Teresa Lafont y Minondo (Bayona, 25 de marzo de 1914-Madrid, 4 de febrero de 2016). El 16 de mayo de 2008, previa orden del 15 de abril del mismo año para que se expida la correspondiente carta de sucesión (BOE del día 30 de ese mes), le sucedió su hija:
- María Teresa de Aguilar y Lafont, IV condesa de Aguilar.[2][4]

Casó con José de Silva y Arróspide, XX vizconde de Rueda, con descendencia (seis hijos e hijas).